# Alonsoa quadrifolia
Alonsoa quadrifolia är en flenörtsväxtart som beskrevs av George Don jr. Alonsoa quadrifolia ingår i släktet eldblommor, och familjen flenörtsväxter. Inga underarter finns listade i Catalogue of Life.